# Rokytov
Rokytov je obec na Slovensku v okrese Bardejov ležící ma pravém břehu řeky Topľa. Žije zde 552 obyvatel, první písemná zmínka pochází z roku 1414. Nachází se zde římskokatolický kostel Zjevení Páně z let 1805 až 1808, který je národní kulturní památkou Slovenské republiky a také evangelický kostel z roku 2010.